# سنت مزدوج من عام 1955
سنت واحد مزدوج القالب لعام 1955 هو نوع من القوالب ظهر أثناء إنتاج عملة السنت الواحد في دار سك العملة الأمريكية في عام 1955.

## الأصول
عندما أنشئت قالب عملة حديثة سكت من محور عمل والذي يضع صورة النقش على القالب الذي سيستخدمه لاحقًا لسك العملات المعدنية. عادة يتطلب هذا ضربات متعددة. في عام 1955 أصبح أحد القوالب الأمامية العاملة في دار سك العملة في فيلادلفيا غير محاذي عند الضربة الثانية من محور العمل مما أدى إلى ظهور صورة مزدوجة. وبسبب الطريقة التي نفذ بها هذا التقطيع فقد أثر بشكل ملحوظ على التاريخ والنقوش مع وجود القليل جدًا من التكرار (مع أن فقدان التفاصيل بشكل ملحوظ) المرئي على تمثال لينكولن النصفي. كانت هذه الميزات المزدوجة مرئية على جميع العملات المعدنية التي ضربت من هذا القالب. يُقدَّر أنها سكت 40 ألف قطعة نقدية من هذه العملات كلها خلال نوبة ليلية واحدة في دار سك العملة في فيلادلفيا. طرحت ما يقرب من 20,000 إلى 24,000 من البنسات للتداول بعد الخطأ في سك العملة.
يُعد القالب المزدوج لعام 1955 أحد أشهر أنواع القوالب في سك العملات الأمريكية. يوجد عدد قليل جدًا منها اليوم في حالة جيدة تمامًا حيث أكتشفت جميعها تقريبًا أثناء التداول. ظهرت على مر السنين العديد من النسخ المزيفة من هذه العملة. من المستحسن لهواة جمع العملات أن يطلبوا رأي الخبراء قبل شراء أي من هذه العملات إذا لم يعتمدها من قبل إحدى شركات إصدار الشهادات النقدية الرائدة.
يعتبر سنت "نرد الرجل الفقير المزدوج" لعام 1955 أحد الأنواع المشابهة على ما يبدو للقالب المزدوج لعام 1955 والذي قاموا بإنشاؤه عن طريق مضاعفة تدهور القالب. يحدث ذلك عندما يتآكل التصميم الموجود على قالب مهترئ ويصبح مشوهًا مما يتسبب في ظهور جزء من التصميم (مثل الرقم الأخير من التاريخ) مضاعفًا. إنه أكثر شيوعًا بكثير من القالب المزدوج الفعلي وبالتالي يباع مقابل بضعة دولارات فقط.

## في الثقافة الشعبية
"عملة دنفر النقدية المزدوجة من عام 1955" هي أداة مؤامرة في الفيلم الأمريكي يو أتش إف عندما أعطى آر جيه فليتشر بقسوة فلسًا لمتسول أدرك المتسول قيمته واستخدم المال الذي حصل عليه من تداوله لإنقاذ محطة تلفزيونية محلية كان فليتشر يأمل في شرائها. مع أن دار سك العملة في دنفر أنتجت بعض البنسات المضاعفة في عام 1955 إلا أن التضاعف لم يكن ملحوظًا مثل الصنف الأكثر شهرة في فيلادلفيا.
ذكرت العملة المعدنية في رواية ستيفن كينج "الزواج الجيد" لعام 2010.

## الملاحظات والمراجع
1. ↑  "1955 Lincoln Wheat Pennies". www.coinvalues.com. مؤرشف من الأصل في 2025-01-23. "Around 20,000 to 24,000 1955 doubled die Lincoln Wheat Pennies are thought to exist, many of which were distributed through the cigarette vending machine circuit."accessdate=11 March 2015
2. ↑  "The 1955 Doubled Die Lincoln Cent – and its Price Performance since 1970". www.pcgs.com. PCGS. مؤرشف من الأصل في 2025-03-27. اطلع عليه بتاريخ 2015-03-11. Finally, due to the high prices that the 1955 Doubled Die Lincoln cents command, there are many deceiving counterfeit coins out there in the market. One of the primary diagnostics of a genuine 1955 Doubled Die cent can be seen on the reverse of the coin. Since there was only one pair of dies used to create the 1955 Doubled Dies, all genuine examples should display vertical die polishing lines to the left of the letter T in ONE CENT. Therefore, authentication is strongly recommended for this variety.
3. ↑  "1955-D 1C Doubled Die Obverse, RD (Regular Strike) Lincoln Cent (Wheat Reverse) – PCGS CoinFacts". PCGS. مؤرشف من الأصل في 2024-12-27. اطلع عليه بتاريخ 2019-04-20.
4. ↑  Stephen King (9 نوفمبر 2010). "A Good Marriage". Full Dark, No Stars. Hodder & Stoughton. ص. 186. ISBN:978-1-4447-1258-2.